# 30 Frames a Second: The WTO in Seattle
30 Frames a Second: The WTO in Seattle é um filme documentário estadunidense produzido em 2000.
Foi filmado durante as manifestações contra a reunião da OMC na cidade de Seattle em Novembro de 1999. 